# Gillis Streithagen
Aegidius Franciscus Streithagen (Leuven, gedoopt 4 januari 1708 - Brussel, 5 maart 1769) was een rechtsgeleerde en staatsman in de Oostenrijkse Nederlanden.

## Leven
In zijn geboortestad studeerde Streithagen filosofie en rechten aan de Universiteit van Leuven. Na zijn afstuderen in 1730 onderwees hij als professor de Instituten.
Hij trouwde in 1738 met Catharina Elisabeth van Oyenbrugge, maar ze overleed het volgende jaar en daarna bleef hij vrijgezel.
Streithagen werd in 1741 rechter in de Grote Raad van Mechelen. In 1752 werd hij benoemd in de Geheime Raad. In 1763 volgde hij de in zijn ambt overleden Robiano op als Kanselier van Brabant. Streithagen stierf eveneens in functie op 61-jarige leeftijd. Hij werd begraven in de Sacramentskapel van de Sint-Michielskerk.
Zijn broer Leonard Jozef Streithagen (1697-1777) was een gerenommeerde rechtenprofessor in Leuven en voorzitter van het Collegium Trilingue.

## Loopbaan
Streithagen vervulde de volgende functies (met datum van aanstelling):
- Drossaard van de baronie Herent (tot 1741)
- Lid van de Grote Raad van Mechelen (1 augustus 1741)
- Lid van de Geheime Raad (18 november 1752)
- Lid van de Raad van State (16 december 1757)
- Kanselier van Brabant (4 augustus 1763)